# Alsino
Alsino es una novela del escritor chileno Pedro Prado, quien obtuvo el Premio Nacional de Literatura en 1949, y es considerada su principal obra.
Nació en Santiago de Chile el 8 de octubre de (1886) y muere en (1952).
En su tiempo (1920) esta novela se separó de los esquemas criollistas de las novelas chilenas e hispanoamericanas que se caracterizaban por un exceso de documentación y de descripción, escasa creatividad, personajes y temas monótonos, y sin trascendencia ideológica. Hoy, Alsino, es una de las pocas novelas de la época que continúa vigente.
En 1982 se filmó la película Alsino y el cóndor, basada en la novela y dirigida por el chileno Miguel Littin. Nominada a los Premios Óscar como mejor película extranjera en el año 1983. Se sitúa en Nicaragua, para la guerra contra la dictadura de Anastasio Somoza, entrelazada a la historia de un niño que libra la suya propia. Alsino sueña con volar y su deseo se confunde con el vuelo del cóndor, asesor militar norteamericano que recorre en helicóptero el escenario de la lucha.

## Resumen
Cuenta la historia de un joven campesino chileno de ese nombre, quien está obsesionado con la idea de volar. Después de varios intentos por realizar su sueño cae de un árbol y desarrolla una joroba a consecuencia del golpe. Con el paso del tiempo, la protuberancia de su espalda se transforma en un par de alas. Alsino, entonces, vuela por sobre valles, ríos y montañas. Los que lo ven lo confunden con un ángel. Sin embargo, en una ocasión lo aprehenden y lo acusan de un robo. En castigo le despuntan las alas. El dueño del fundo donde Alsino es mantenido como prisionero lo exhibe como una rareza y así obtiene beneficio económico. En su cautiverio se enamora de Abigail, la hija del dueño del fundo. Abigail muere y Alsino huye. Una muchacha que se enamora de él lo ciega. Alsino emprende vuelo, pero sube muy alto y, cuando cae en picada, la fricción con la atmósfera quema sus alas y Alsino se consume.

## Integrantes

### Alsino
Es un joven campesino introvertido, reflexivo y soñador. Añora volar y dedica toda su vida a tratar de lograrlo. Es trabajador y servicial. Ayuda a su abuela en los quehaceres del hogar, y más tarde a todos a aquellos que le necesiten. Alsino es el único personaje que aparece permanentemente a lo largo de la obra. Es el único protagonista.
Es un poco triste según como lo describe la abuela. 
Sus padres eran alcohólicos y distantes.

### Poli
Poli es el hermano menor de Alsino. Es perezoso y torpe según su abuela, porque duerme las borracheras de sus padres. Es dependiente de Alsino, y lo imita y sigue en sus actos, como cuando trepan árboles. Es sumiso y lento en sus reacciones.

### La Abuela
Es la jefa de hogar en la práctica, porque los padres de Alsino trabajan fuera. Con la venta de plantas medicinales contribuye a los escasos ingresos del grupo familiar. Alsino y su hermano Poli le temen, porque la creen capaz de realizar maleficios.

### Don Nazario
Es el pajarero. Es astuto, porque comprende que la joroba de Alsino guarda un misterio.             

### Don Javier
Es el dueño del fundo Vega de Reinoso donde Alsino permanece prisionero. Es simpático, hospitalario y generoso. Sin embargo, sus problemas financieros lo llevan a exhibir a Alsino para obtener dinero.

### Abigaíl
Es la hija de don Javier Saldías, el dueño del fundo donde Alsino permanece prisionero. Es afectuosa, alegre y traviesa. Es tierna con Alsino y le dedica parte de su tiempo a él. Sin embargo, la familia Saldías rechaza las conversaciones que mantiene con Alsino.

### Banegas
Es el encargado de las hortalizas en el fundo de la Familia Saldías. Fiel trabajador y servidor de sus patrones. Enternecido por la mansedumbre de Alsino le otorga alguna libertad de desplazamiento.

### Cotoipa
Es el lazarillo de Alsino cuando éste queda ciego. Vive en la cordillera en la "Casa del leonero" donde se hospeda Alsino. Es tímido y cobarde. Causó el fracaso de Alsino cuando éste intenta volver a volar. 

### Rosa
Es la hermana de Cotoipa. Se enamora de Alsino, pero éste no la corresponde. Deja ciego a Alsino al ser engañada por una curandera, quien le da un elixir haciéndola creer que si se lo daba a alsino aplicándolo en sus ojos, este se enamoraría de ella, pero sucedió algo inesperado y Alsino quedó ciego.